# إيفيدرا
الإيفيدرا (بالإنجليزية: Ephedra)‏ هو جِنس من النباتات المعمرة يتضمن عدة أنواع تحتوي على مركبات كيميائية مثل الإفيدرين. تُستخدم الإيفيدرا في بعض الثقافات التقليدية لأغراض طبية، ولكن يُنصح دائمًا باستشارة الطبيب قبل استخدامها نظرًا للتأثيرات الجانبية المحتملة.
وله أنواع كثيرة.

## الموطن الأصلي ومناطق الانتشار
يُعتبر الوطن الأصلي لنباتات جنس إيفيدرا هو مناطق آسيا، شمال أفريقيا، وأمريكا الشمالية. تنمو هذه النباتات في البيئات الجافة والصحراوية، وتتميز بقدرتها على التكيف مع الظروف القاسية والتحديات البيئية.يعتبر الوطن الأصلي لنباتات جنس إيفيدرا مناطق آسيا وشمال أفريقيا وأمريكا الشمالية. تنمو هذه النباتات في المناطق الجافة والصحراوية، وتتميز بقدرتها على التكيف مع البيئات القاسية والظروف الجافة.

## الجزء المستعمل
يستخدم من النبات الأغصان الفتية، التي تجمع في شهر تشرين الأول لأن الصقيع يعد من أشد الأخطار التي تؤثر سلباً في المادة الفعالة.

## المواد الفعالة
- الإفيدرين قلويد مبلور أبيض اللون يشكل نحو 30-90% من مجمل قلويدات النبات، عزل لأول مرة عام 1887، صيغته الإجمالية (C10H15NO).
- كما يحتوي على نسبة من الإيفيدرين الكاذب الذي تختلف نسبته باختلاف النوع ومنطقة الزراعة.